# Celastrus cuneatus
Celastrus cuneatus là một loài thực vật có hoa trong họ Dây gối. Loài này được (Rehder & E.H.Wilson) C.Y.Cheng & T.C.Kao mô tả khoa học đầu tiên năm 1999.